# Challengerdjupet

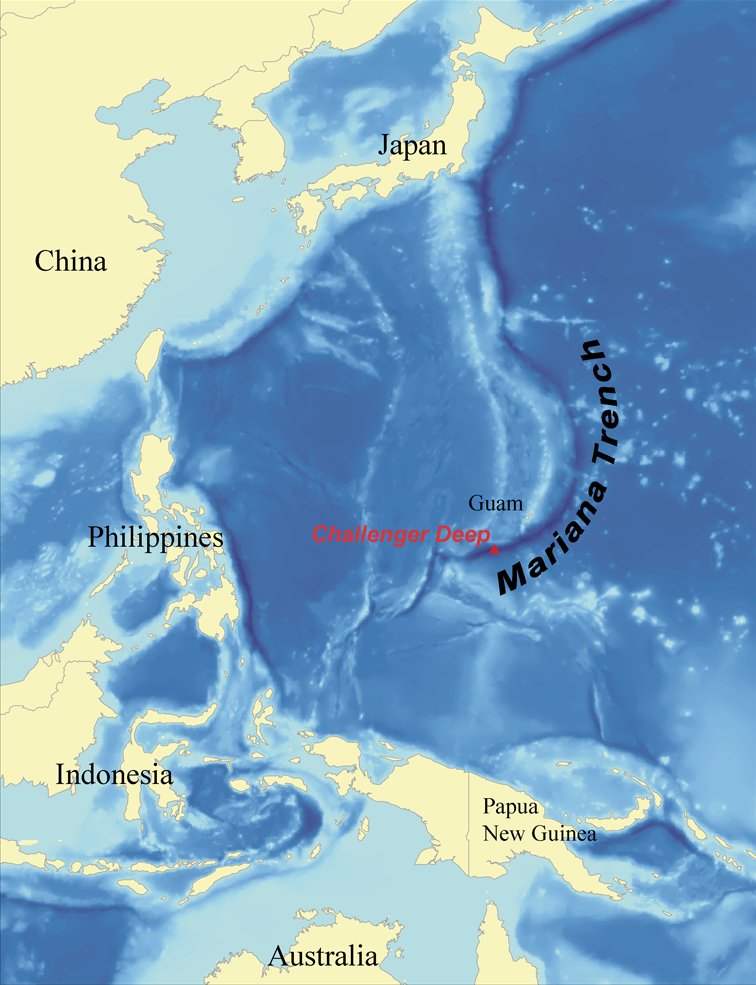
Challengerdjupet, markerat som Challenger Deep på kartan.

Challengerdjupet är tre bassänger på havsbotten som räknas som den djupaste delen av världshavet.  Djupet är beläget i Marianergraven i Stilla havet, mellan Japan och Nya Guinea, på mikronesiskt territorium, 30 mil sydväst om Guam i Marianerna. Challengerdjupet har fått sitt namn efter det brittiska forskningsfartyget HMS Challenger, som utforskade det 1875 i Challengerexpeditionen. Den mest träffsäkra uppskattningen av gravens djup publicerades 2021 och angav ett djup på 10 935 ± 6 meter.
Sedan 1960 har bara 23 personer besökt Challengerdjupet.

## Ekologi
År 1995 skickades den japanska forskarubåten Kaiko ner i Challengerdjupet och tog prover som visade att det finns enkla organismer även på detta oerhörda djup.
Av 432 olika arter i proverna är 85 % organismer med mjuka skal. Motsvarande siffra för mindre djupa bottnar är 5–20 %. Detta förklaras rimligen av att tillgången på kalciumkarbonat är mycket liten på detta djup. Forskare tänker sig att arterna härstammar från liknande organismer som fanns i detta område för sex till nio miljoner år sedan, när det var mycket mindre djupt. Dessa har successivt anpassat sig till de nya förhållandena, medan de flesta av de hårdskaliga organismerna har försvunnit.
Kräftdjursarten Eurythenes plasticus upptäcktes 2014 i djuphavsgraven. Arten uppmärksammades för att den redan innan upptäckt hade plastföroreningar i sin vävnad. Upptäckten ger en indikation på spridningen av plaster i världshaven.